# Classe Cosmonaute Pavel Beliaïev
 (décembre 2018).
Si vous disposez d'ouvrages ou d'articles de référence ou si vous connaissez des sites web de qualité traitant du thème abordé ici, merci de compléter l'article en donnant les références utiles à sa vérifiabilité et en les liant à la section « Notes et références ».

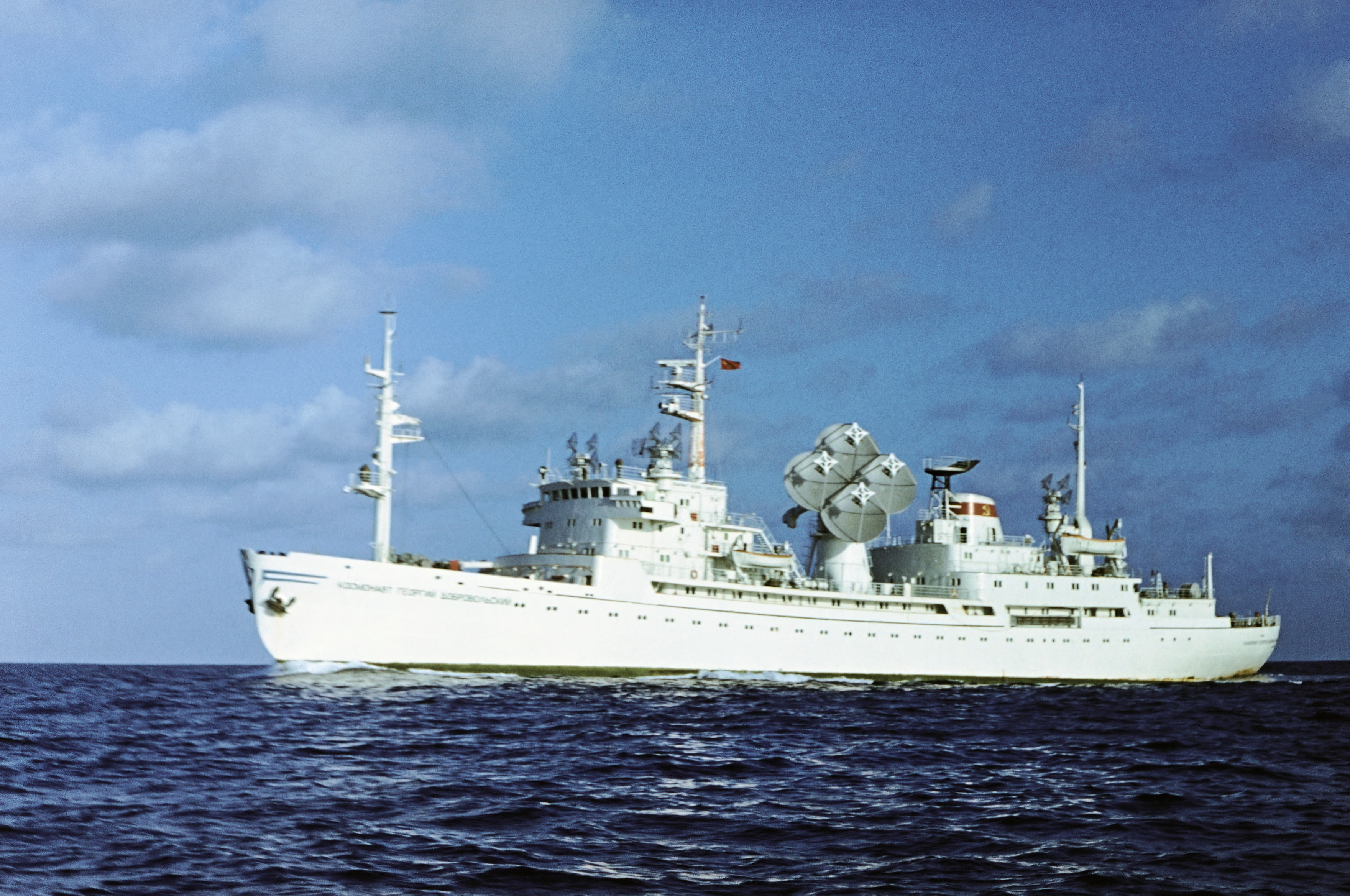
Kosmonavt Gueorgui Dobrovolski.

La Classe Cosmonaute Pavel Beliaïev est une classe de bâtiment d'essais et de mesures de la marine russe. Il est retiré du service.

## Navires
- Kosmonavt Pavel Beliaïev (Tête de classe) ;
- Kosmonavt Gueorgui  Dobrovolski ;
- Kosmonavt Vladislav Volkov ;
- Kosmonavt Viktor Patsaïev, sert de navire-musée au Musée océanographique de Kaliningrad.